# 第27回寬仁親王牌・世界選手権記念トーナメント
第27回寬仁親王牌・世界選手権記念トーナメントは、2018年10月5日から8日まで、前橋競輪場で開催された競輪のGI競走である。
優勝賞金2890万円（副賞含む）。

## 決勝戦

### 競走成績
- 10月8日（月祝）第12レース[2][3][4]
- 誘導員…金子真也（群馬）[5][6]

| 着 | 車番 | 選手       | 登録地 | 級 班 | 着差     | 決まり手 | 上がり (秒) | H/B | 特記 |
| -- | ---- | ---------- | ------ | ----- | -------- | -------- | ----------- | --- | ---- |
| 1  | 5    | 脇本雄太   | 福井   | S1    |          | 捲くり   | 9.1         |     |      |
| 2  | 7    | 三谷竜生   | 奈良   | SS    | 1/2車身  | マーク   | 9.0         |     |      |
| 3  | 2    | 平原康多   | 埼玉   | SS    | 1車身1/2 |          | 8.9         |     |      |
| 4  | 3    | 渡邉一成   | 福島   | SS    | 1/2車輪  |          | 8.8         |     |      |
| 5  | 6    | 小松崎大地 | 福島   | S1    | 1車身    |          | 8.8         |     |      |
| 6  | 9    | 清水裕友   | 山口   | S1    | 3/4車輪  |          | 9.7         | HB  |      |
| 7  | 4    | 佐藤慎太郎 | 福島   | S1    | 3/4車身  |          | 8.9         |     |      |
| 8  | 8    | 柏野智典   | 岡山   | S1    | 1/8車輪  |          | 9.6         |     |      |
| 9  | 1    | 浅井康太   | 三重   | SS    | 大差     |          | 9.8         |     |      |

### 配当金額
| 4=5 | 220円 |  |

| 2=5=7 | 770円 |  |

| 4-5 | 360円 |  |

| 5-7-2 | 1,600円 |  |

| 5=7 | 240円 |  |

| 5=7 | 170円 |  |
| 2=5 | 320円 |  |
| 2=7 | 500円 |  |

| 5-7 | 380円 |  |

### レース概要
脇本－三谷、清水－柏野、浅井、平原、渡邉－小松崎－佐藤で周回。青板で後団から福島3車が徐々に前へ出るが、脇本が突っ張って赤板に突入。ジャン前に3番手から清水がカマシ、柏野が一旦離れながらも、どうにか追走。三谷が浅井を張り、最終ホームを清水－柏野、少し離れて脇本－三谷－平原で通過。その後ろの並走はインの渡邉が最終1センターで競り勝ち、浅井は9番手まで後退。
8月のオールスター競輪で先行逃げ切りでGI初制覇を果たした脇本が、今度は最終2コーナーから仕掛けた捲くりで優勝した。
三谷が2着で、最終ホーム前からその後ろをキープした平原が3着。渡邉は4着に終わり、大会連覇ならず。

## 特記事項
- 平成30年度特別競輪統一サイト「キン肉マン 超人ケイリン編」では、テリーマンが今大会を担当した[11]。

- 決勝戦の地上波中継は、「第27回寬仁親王牌・世界選手権記念トーナメント　GI　決勝戦」テレビ東京《TXN系列 全6局ネット》が放送（今回はBSテレ東でも放送）[12]。番組終盤では、競輪界初のナイターGIとなる第60回朝日新聞社杯競輪祭の決勝戦（11月25日）を、同局のゴールデン帯で生中継することを発表した[13]。

- 4日間の総売上は76億8340万4900円（目標額は85億円）で[14]、4日制GIワースト（昨年の同大会）を更新し、4日間のGIとしては初の70億円台となった[15]。

### 競走データ
- 2020年に予定されていた2020年東京オリンピックを目指すナショナルチーム勢（強化指定「A」選手6名[16]）では、優勝した脇本雄太と渡邉一成と河端朋之と雨谷一樹は出場したが、新田祐大は予め出場辞退し[17][18]、深谷知広も「その他欠場」の措置を選択した[19]。

- 神山雄一郎（準決勝5着で敗退）が、（第2回大会からの）連続25回出場記録を達成。初日の開会式で表彰され、記念のシルバーメダルが贈呈された[20]。

- 準決勝の第11Rで脇本雄太が、8秒8のバンクレコードタイを出した[2][21]。

- 決勝には昨年大会と同様、福島勢が3人勝ち上がって来た（前回覇者の渡邉一成を含む）。今回がGI初優出となった選手は、小松崎大地と清水裕友[22]の2名。